# Port lotniczy Bariloche
Port lotniczy Bariloche – międzynarodowy port lotniczy położony 11 km na wschód od centrum Bariloche, w prowincji Río Negro, w Argentynie.

## Linie lotnicze i połączenia
- Aerolíneas Argentinas (Buenos Aires-Ezeiza, Buenos Aires-Jorge Newbery, Córdoba, Rosario)
- Azul Linhas Aéreas (Campinas)
- Flybondi (Córdoba, Mendoza, Palomar)
- Gol Transportes Aéreos (São Paulo Guarulhos)
- LATAM Chile (Buenos Aires-Ezeiza, Buenos Aires-Jorge Newbery, São Paulo-Guarulhos)
- Omni Air International (Buenos Aires-Jorge Newbery)